# Улакли Джамісі
Улакли Джамісі (крим. Ulaqlı Camisi) або Нуреддин Баба Джамісі — мечеть в селі Улакли (Глибокий Яр), Бахчисарайський район, Автономна Республіка Крим.

## Історія

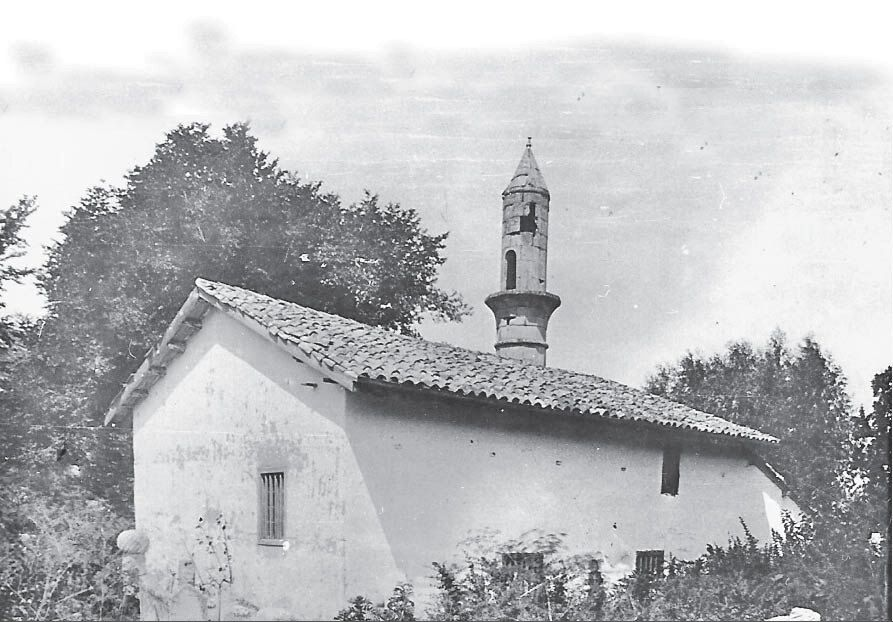
Мечеть Улакли, 1890-ті роки.

Будівництво старої мечеті Улакли Джамісі XVI століття приписувалося першому незалежному ханові Криму Гаджі Ґераю (1441–1466). У 1930-ті роки вона була зруйнована.
Нову мечеть відкрили у 2006 році.